# Accademia serba delle scienze e delle arti

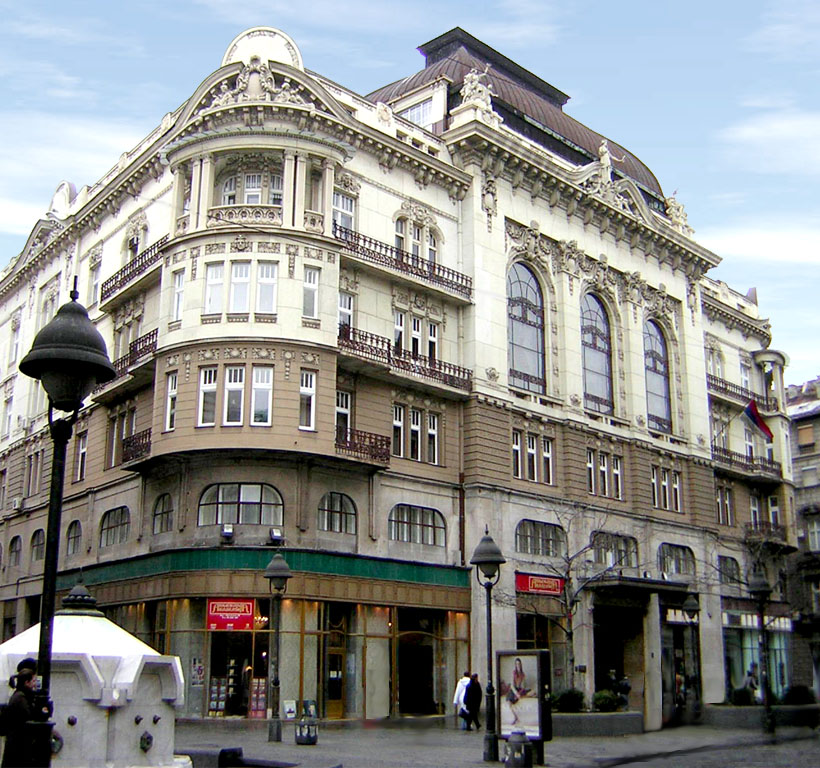
L'Accademia di Scienze e Arti della Serbia

L'Accademia di scienze e arti della Serbia (in lingua serba cirillica: Српска академија наука и уметности; latina: Srpska Akademija Nauka i Umetnosti; anche САНУ o SANU) ha sede a Belgrado ed è la più importante accademia della Serbia.
Tra i membri più celebri membri dell'Accademia vi sono Josif Pančić, Jovan Cvijić, Stojan Novaković, Branislav Petronijević, Mihajlo Pupin, Nikola Tesla, Milutin Milanković, Mihailo Petrović-Alas, Bogdan Gavrilović, Ivo Andrić, Danilo Kiš, Dobriča Čosić, insieme a numerosi altri scienziati, studiosi e artisti di origine sia serba che straniera.
È stata fondata il 1º novembre 1886.

## Storia

### Predecessori

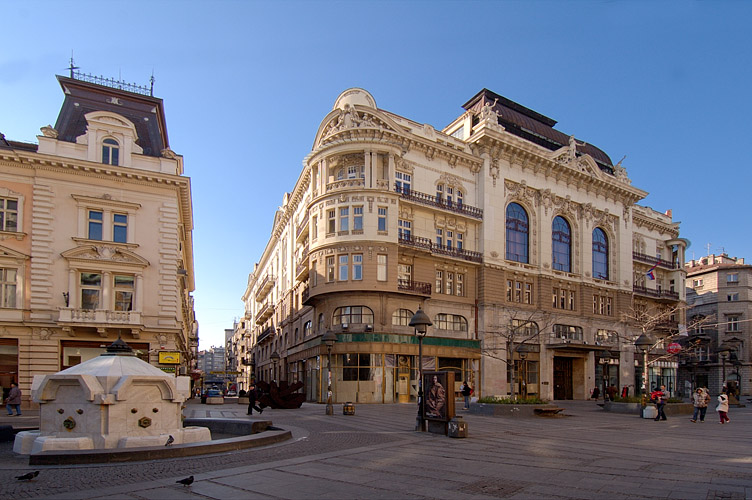
La sede della SANU, edificata nel 1822

La Reale Accademia serba delle Scienze (Српска краљевска академија/Srpska kraljevska akademija) è succeduta alla Società Serba degli Eruditi (Српско учено друштво/Srpsko učeno društvo), con la quale si è unita nel 1892 acquisendo i membri di quest'ultima come propri membri regolari o onorari, i suoi obiettivi e il suo ruolo nella vita scientifica e culturale. Un simile processo era già avvenuto il 29 luglio del 1964, quando la stessa Società degli Eruditi prese il posto e le funzioni della preesistente Società del Sapere serbo (Друштво српске словесности/Društvo srpske slovesnosti), la prima associazione di studiosi nel Principato di Serbia, fondata il 7 novembre 1841. La Reale Accademia delle Scienze era guidata dai suoi membri come ad esempio Jovan Cvijić.
Nel 1864, la Società ha eletto come propri membri alcune figure di rivoluzionari e indipendentisti internazionali come Giuseppe Garibaldi, Nikolay Chernyshevsky e Alexander Herzen, venendo immediatamente abolita dal governo conservatore del Principe Mihailo Obrenović.

### Fondazione della Reale Accademia serba delle Scienze
Fin dal momento della sua fondazione come Reale Accademia Serba il 1º novembre 1886, l'Accademia Serba delle Scienze e delle Arti è stata la più alta istituzione accademica in Serbia. Secondo lo statuto, il re Milan Obrenović aveva il diritto di nominare il primo membro dell'Accademia, che avrebbe poi scelto gli altri membri. I nomi dei primi accademici furono annunciati dal re stesso il 5 aprile 1887. A quel tempo, esistevano quattro sezioni dell'Accademia, chiamate all'epoca "accademie specializzate".
Per ciascuna di esse, furono eletti quattro membri:
Accademia delle Scienze Naturali
- Josif Pančić
- Dimitrije Nešić
- Jovan Žujović
- Ljubomir Klerić

Accademia di Filosofia
- Stojan Novaković
- Milan Kujundžić
- Svetislav Vulović
- Svetomir Nikolajević

Accademia delle Scienze Sociali
- Čedomilj Mijatović
- Milan Đ. Milićević
- Ljubomir Kovačević
- Panta Srećković

Accademia delle Arti
- Ljubomir Nenadović
- Matija Ban
- Mihailo Valtrović
- Davorin Jenko

### Oggi

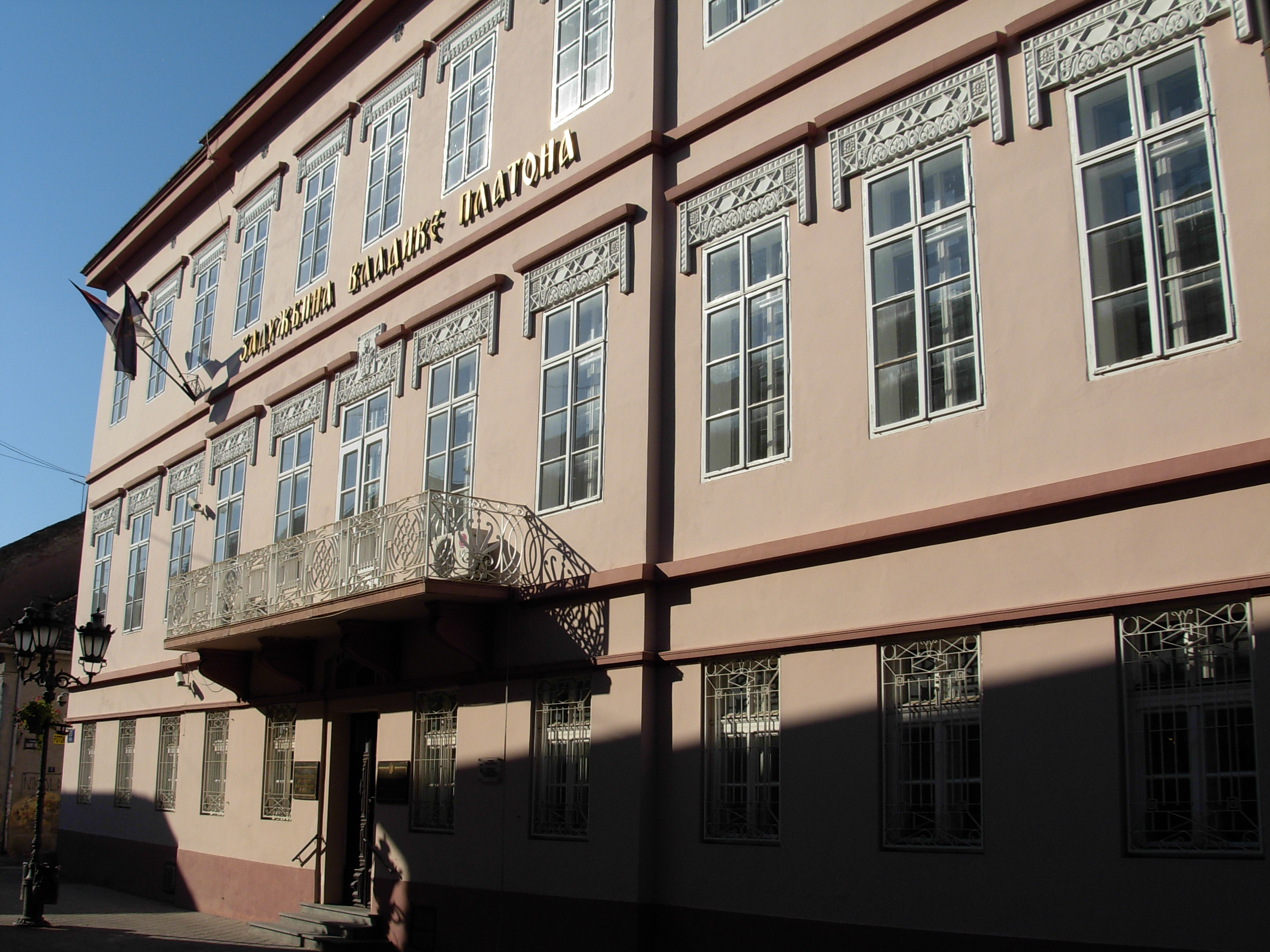
La sede dell'Accademia a Novi Sad

Oggi, l'Accademia dirige un piccolo numero di progetti di ricerca scientifica che vengono realizzati in cooperazione con altre istituzioni scientifiche serbe e attraverso la cooperazione internazionale.

## Dipartimenti
- Dipartimento di Matematica e Scienze della Terra
- Dipartimento di Scienze Chimiche e Biologiche
- Dipartimento di Scienze Tecniche
- Dipartimento di Medicina
- Dipartimento di Lingue e Letterature
- Dipartimento di Scienze Sociali
- Dipartimento di Scienze Storiche
- Dipartimento di Belle Arti e Musica

## Istituti
- Istituto per gli Studi Balcanici
- Istituto per gli Studi Bizantini
- Istituto Geografico "Jovan Cvijić"
- Istituto Etnografico
- Istituto per la lingua serba
- Istituto di Scienze tecniche
- Istituto di Matematica
- Istituto di Musicologia

## Assemblee elettorali
I nuovi membri dell'Accademia sono eletti attraverso le assemblee elettorali, che vengono tenute ogni tre anni a partire dal 1985. La precedente assemblea elettorale si è tenuta il 5 novembre 2015

## Lista dei Presidenti

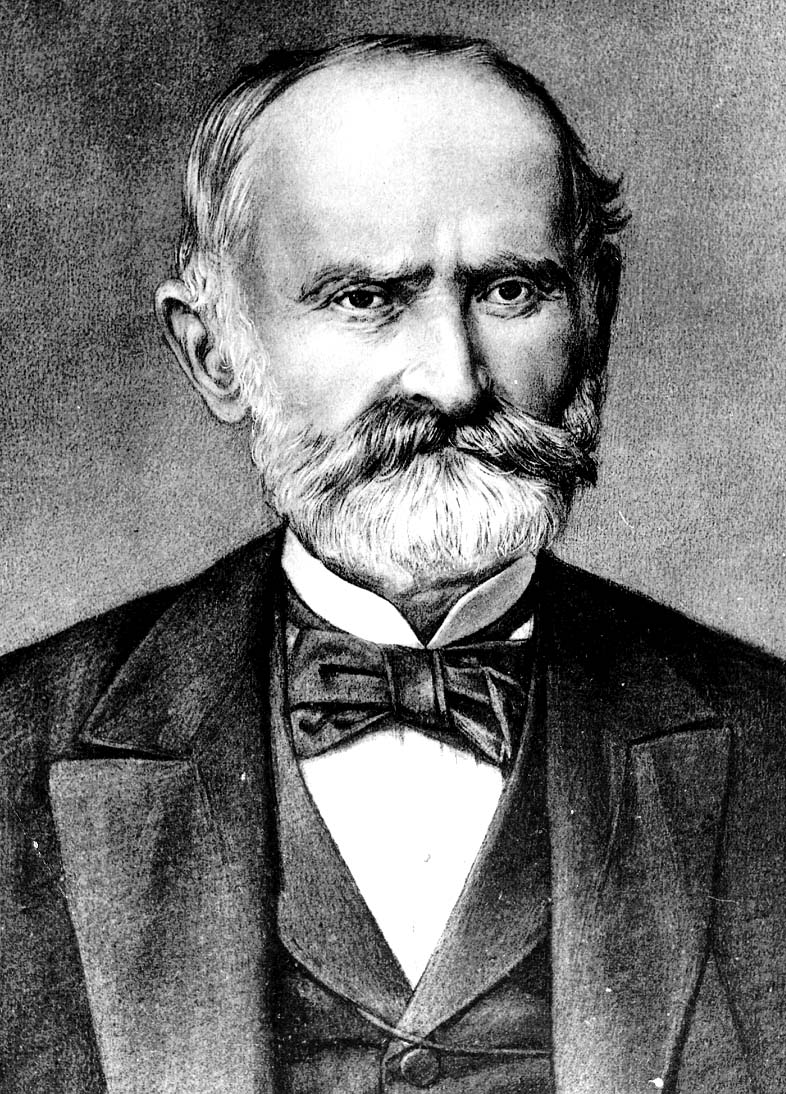
Josif Pančić, primo presidente dell'Accademia serba delle Scienze e delle Arti (1887–1888)

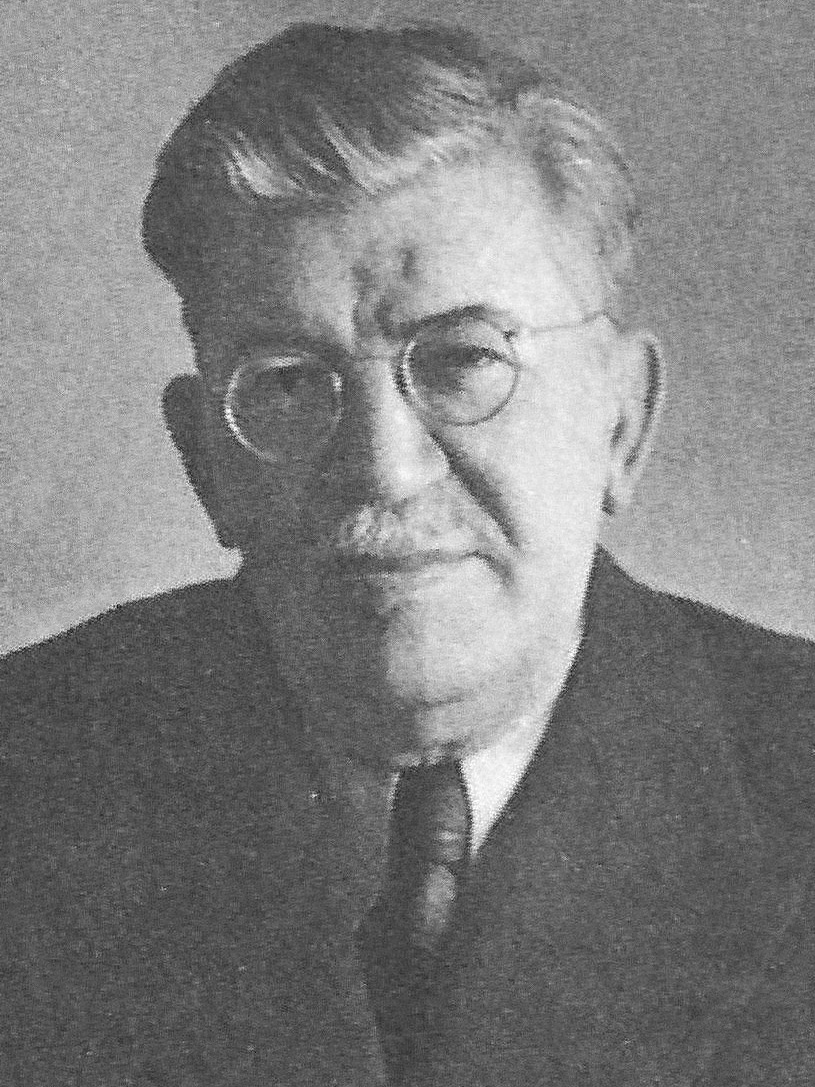
Aleksandar Belić, il presidente più duraturo dell'Accademia serba delle Scienze e delle Arti (1937–1960)

| Name               | Period       |
| ------------------ | ------------ |
| Josif Pančić       | 1887–1888    |
| Čedomilj Mijatović | 1888–1889    |
| Dimitrije Nešić    | 1892–1895    |
| Milan Đ. Milićević | 1896–1899    |
| Jovan Ristić       | 1899         |
| Sima Lozanić       | 1899–1900    |
| Jovan Mišković     | 1900–1903    |
| Sima Lozanić       | 1903–1906    |
| Stojan Novaković   | 1906–1915    |
| Jovan Žujović      | 1915–1921    |
| Jovan Cvijić       | 1921–1927    |
| Slobodan Jovanović | 1928–1931    |
| Bogdan Gavrilović  | 1931–1937    |
| Aleksandar Belić   | 1937–1960    |
| Ilija Đuričić      | 1960–1965    |
| Velibor Gligorić   | 1965–1971    |
| Pavle Savić        | 1971–1981    |
| Dušan Kanazir      | 1981–1994    |
| Aleksandar Despić  | 1994–1998    |
| Dejan Medaković    | 1998–2003    |
| Nikola Hajdin      | 2003–2015    |
| Vladimir S. Kostić | 2015–present |